# Yggdrasil (Vlad-demo)
 For alternative betydninger, se Yggdrasil (flertydig). (Se også artikler, som begynder med Yggdrasil)
Yggdrasil er den anden demo fra det franske black metal-band Blut aus Nord. Den blev udgivet i 1994, da bandet stadig gik under navnet Vlad og kun bestod af frontmand Vindsval.

## Spor
Udgivet på kasettebånd. Den ene side af båndet er tomt.
1. "Yggdrasil" - 5:42
2. "Wotan's Quest of Wisdom" - 4:53
3. "The Eternal Secret" - 5:10
4. "Pure Black Philosophy" - 5:22
5. "The Ninth Night" - 3:45